# Länggasse

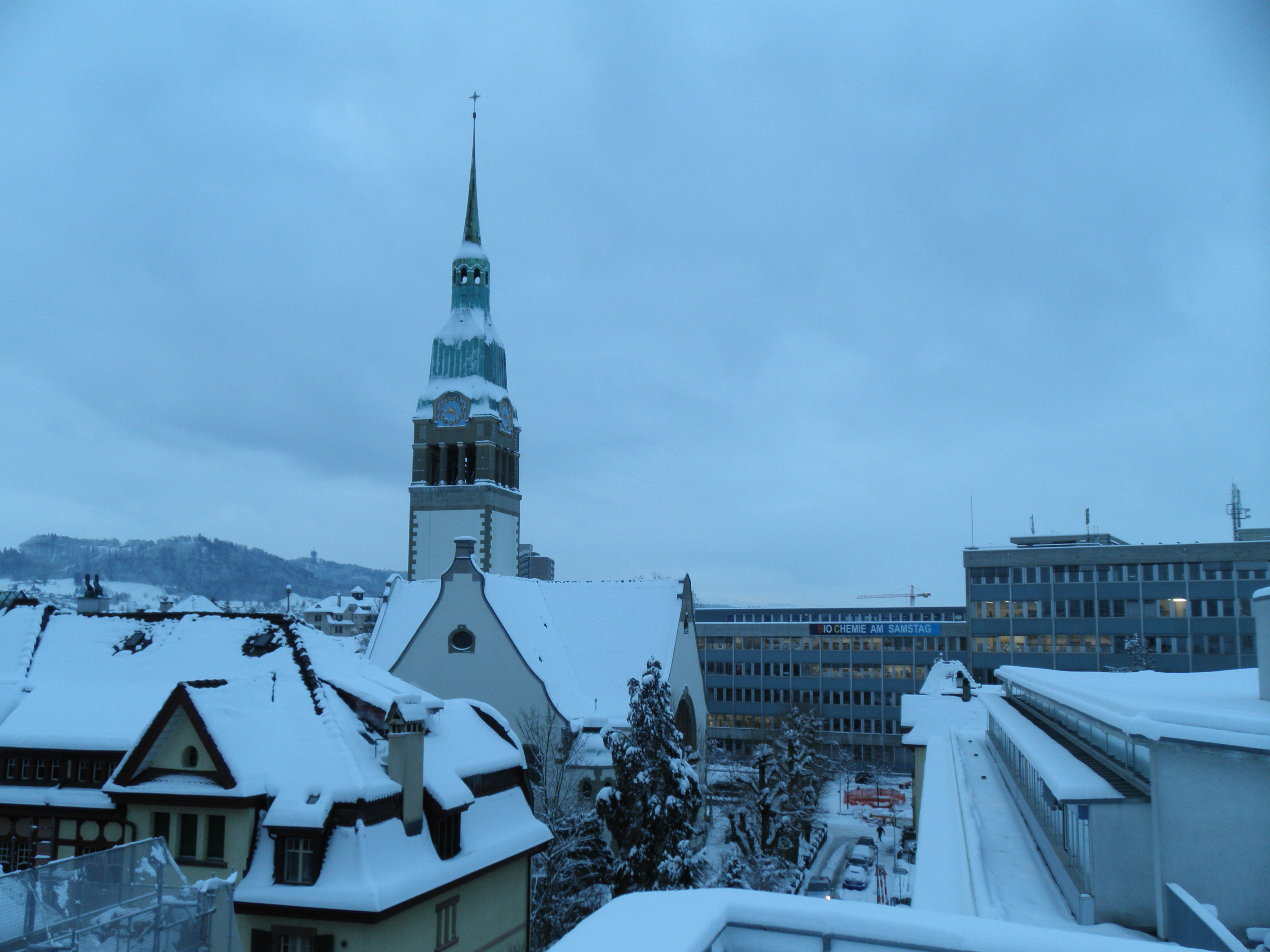
Pauluskirche und Departement für Chemie und Biochemie der Universität Bern

Die Länggasse (berndeutsch Länggass [læŋˈg̥ɑs], umgangssprachlich auch Länggiige [læŋˈg̥iːg̥ə]) ist ein statistischer Bezirk und zugleich ein gebräuchliches Quartier im Stadtteil Länggasse-Felsenau (II).
Die Bezeichnung wird sowohl für den kleineren statistischen Bezirk als auch für ein grösseres gebräuchliches Quartier verwendet. Letzteres liegt gleich in vier statistischen Bezirken: Im Norden teilt die Länggassstrasse den Teil des statistischen Bezirks Neufeld vom Bezirk Muesmatt. Im Süden gehört der südliche Teil des Länggassquartiers zum Bezirk Stadtbach und der nördliche zum Bezirk Länggasse, wozu noch die Quartiere Alpenegg, Grosse Schanze und der südliche Teil von Brückfeld gehören.
Die Wohnbevölkerung betrug 2022 im statistischen Bezirk 3233 Personen, davon 2648 Schweizer und 585 Ausländer. Im gebräuchlichen Quartier leben 4816 Personen, davon 3822 Schweizer und 994 Ausländer.
Die Quartierkommission Länggasse Engehalbinsel (QLE) unterscheidet zwischen Länggasse und Engehalbinsel und bezieht sich für das Länggassquartier damit auf die grösste Ausdehnung: das Gebiet zwischen Bahnhof (im Süden), Güterbahnhof (im Westen), Aare (im Norden) und Neubrückstrasse (im Osten). Stadtbach, Muesmatt und Neufeld sind dann Teil der Länggasse.
Das Gebiet beidseits der Länggassstrasse vom Bahnhof bis zur Mittelstrasse wird auch als «Vordere Länggasse» bezeichnet, die «Hintere Länggasse» erstreckt sich von der Mittelstrasse bis zum Bremgartenwald. Die Mittelstrasse bildet mit verschiedenen Gastronomiebetrieben und Einkaufsmöglichkeiten das Zentrum des Quartiers.

## Geschichte

### Die Anfänge (bis 1850)
Das heutige Länggassquartier war ursprünglich, wie die meisten Stadtquartiere, ein landwirtschaftlich genutztes Areal. An der nordöstlichen Peripherie des heutigen Quartierareals wurde mit dem Bau der Neubrücke 1535 die nach Aarberg führende Landstrasse angelegt. Ebenfalls noch im 16. Jahrhundert bildete sich die als Sackgasse zum Bremgartenwald und dann als Fussweg bis zum Glasbrunnen führende Länggasse, nach der das später entstehende Quartier benannt werden sollte. Entlang der Länggasse bildeten sich vom Ende des 17. Jahrhunderts an erste Ansätze zu einer Quartierentwicklung. Bereits 1721 ist die Länggasse bis auf die Höhe der heutigen Bus-Endstation beidseits von Kleinparzellen eingefasst.
Im 18. und beginnenden 19. Jahrhundert änderte sich an der Bebauung wenig. Einzige Entwicklung war eine gewisse Verdichtung der bestehenden Bebauung entlang der immer noch Sackgasse gebliebenen Länggasse. Dies veränderte sich erst, als eine Verbindungsstrasse angelegt wurde, die als Promenade am Bremgartenwald entlangführte. Diese Allee verband alle Landstrassen auf der Nordwestseite der Altstadt tangential miteinander, von der Tiefenaustrasse über die Engepromenade und Neubrückstrasse bis zur Murtenstrasse und somit auch die Länggasse.
Der Zusammenbruch des Ancien Régime und die Wirren der politischen und sozialen Neuordnung Anfang des 19. Jahrhunderts verlangsamte vorerst alle städtebaulichen Unternehmen. Zudem waren aufgrund der Bauwelle des 18. Jahrhunderts die Bedürfnisse nach Wohnraum weitgehend befriedigt. Erste städtebauliche Impulse brachte dann der Abbruch der vierten Westbefestigung und der Schanzen. Bis 1831 fiel praktisch der gesamte Nordabschnitt der vierten Westbefestigung. Mit der 1834 beschlossenen Schleifung der Schanzen beginnt auch die Geschichte des modernen Länggassquartiers.
Vom freigewordenen Gelände wurde vorerst nur der Ostrand überbaut. Von der Heiliggeistkirche bis zur Schützenmatte wird am Fuss der Grossen Schanze eine breite Strasse, das Bollwerk angelegt. Die Centralbahn wurde vom Wylerfeld durchs Bollwerk ins Stadtzentrum geführt, die dadurch entstandene Abtrennung des Länggassplateaus von der Altstadt wird durch die Weiterführung der Eisenbahn nach Westen und den Umbau des Kopfbahnhofs zum Durchgangsbahnhof vervollständigt.

### Die Länggasse wird zum Industriequartier (1850–1890)
In der zweiten Hälfte des 19. Jahrhunderts siedelten sich entlang der Bremgartenstrasse die Maschinenfabrik Bern (später von Roll) und das Baugeschäft Schneider (später Zimmerei Muesmatt) an. Um 1865 kam die Seidenfabrik zwischen Mittel- und Neufeldstrasse dazu, 1868 die Schokoladenfabrik Tobler und 1877 die Druckerei Stämpfli. Eine noch heute sichtbare Folge dieser Fabrikansiedlungen sind die von privaten Konsortien und gemeinnützigen Gesellschaften erstellten Arbeitersiedlungen.

### Öffentliche Bauten und Mehrfamilienhäuser (1890–1915)

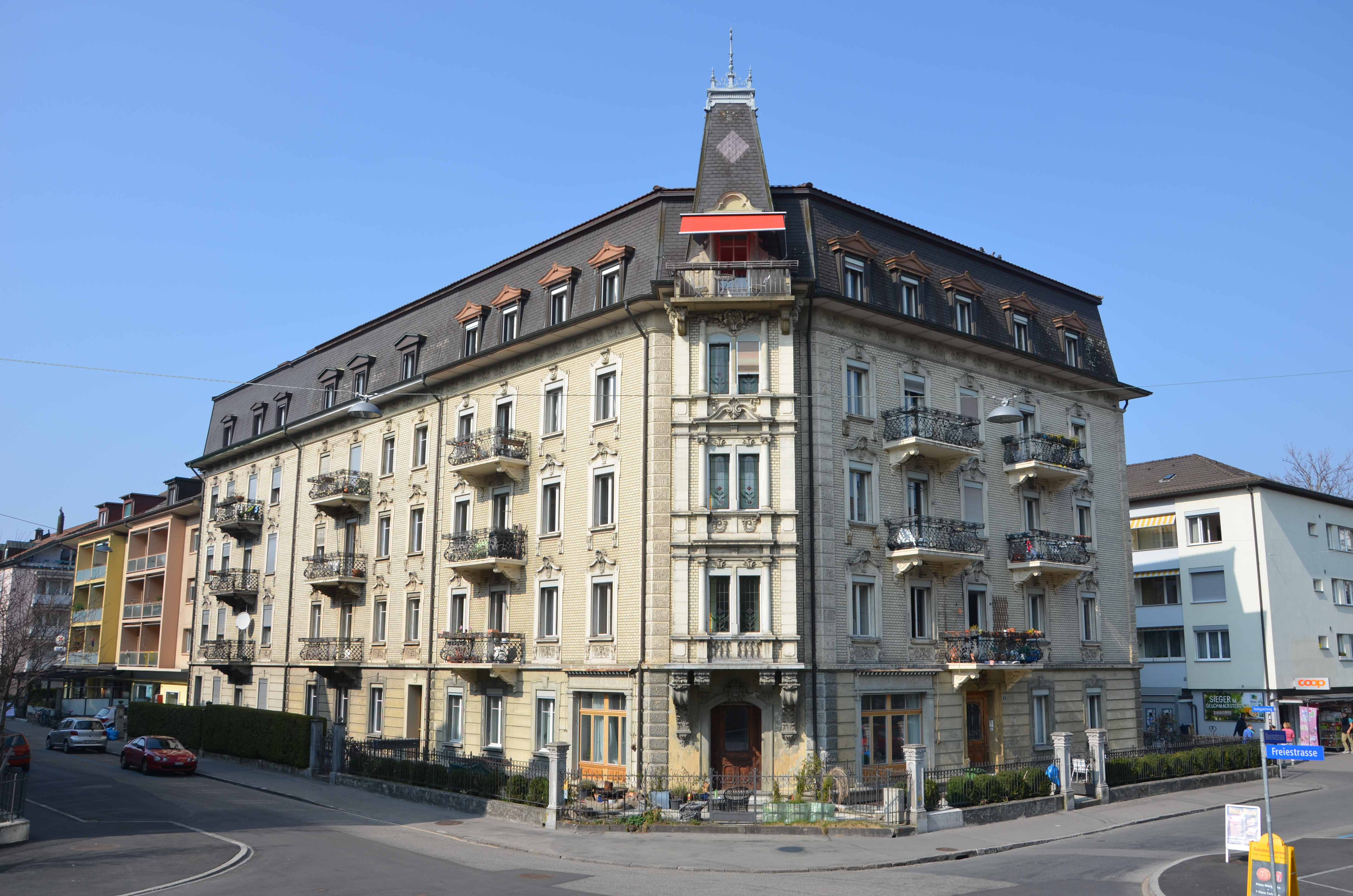
Mehrfamilienhaus an der Ecke Freiestrasse/Muesmattstrasse, erbaut 1904

Bereits 1876 kommt als Vorläufer der vielen Dienstleistungsbauten der Jahrhundertwende das Bürogebäude der Jura-Simplon-Bahn (heute Verwaltungsdirektion der Universität Bern) an die Hochschulstrasse 6 ins Quartier. In den 1890er Jahren kommen in rascher Folge eine ganze Reihe von öffentlichen Bauten: 1892 das "Neue Schulhaus" an der Neufeldstr. 40, 1892–1897 die Universitätsbauten am Bühlplatz (Anatomie), 1900–1902 das Hauptgebäude der Universität an der Hochschulstrasse 4, 1902 das Dienstgebäude der SBB an der Mittelstrasse 43, 1904/05 das Oberseminar Muesmattstrasse 27 und schliesslich 1901–1905 die Pauluskirche an der Freiestrasse 8, eines der Hauptwerke des Jugendstils in der Schweiz. Gegen Ende des Jahrhunderts tritt in der Länggasse ein neuer Bautyp auf: das grossbürgerliche Mehrfamilienhaus, wie beispielsweise der 1904 erbaute Neurokoko-Palast an der Ecke Freie-/Muesmattstrasse.

### Die Lücken werden gefüllt (1915–1945)
Zu Beginn des 20. Jahrhunderts ist ein Grossteil der Länggasse noch unüberbaut, insbesondere Teile der Muesmatt, des Hochfeldes und des Brückfeldes. Bis 1940 werden nun einerseits diese Lücken gefüllt und andererseits beginnt man die alten Bauten entlang der Länggass- und Neubrückachse zu ersetzen. Einzig ein Streifen des Neufeldes nordöstlich der Länggass-Strasse bleibt unbebaut.

### Verdichtung und Verdrängung (1945–1980)
Mit dem Bau der Sekundarschule Hochfeld (1957), dem städtischen Gymnasium Neufeld (1965), dem Spital Lindenhof (1965), dem Tierspital (1966) und dem Freien Gymnasium (1972–1973) ist das Gebiet der Länggasse praktisch ganz überbaut. In der Folge finden im ganzen Quartier Verdichtungsprozesse statt. So verschwindet die ursprüngliche Bebauung im Geviert zwischen Mittelstrasse, Gesellschaftsstrasse, Hallerstrasse und Zähringerstrasse fast vollständig und wird durch neue Wohnbauten ersetzt.

### Sanierung, Umnutzung, Gentrifizierung (1980 bis heute)
In der jüngsten Phase ist die Siedlungsstruktur des Quartiers weitgehend unverändert geblieben. Die Planer haben den Wert alter Bauten als Zeugen der Stadt- und Industriegeschichte von Bern erkannt. Wohnhäuser wurden unter Berücksichtigung der quartierüblichen Formen und Dimensionen erneuert bzw. saniert. Durch die Umnutzung verschiedener alter Industriebauten wurde die Länggasse immer mehr zum Universitäts- bzw. Hochschulquartier.

#### Universitätsquartier

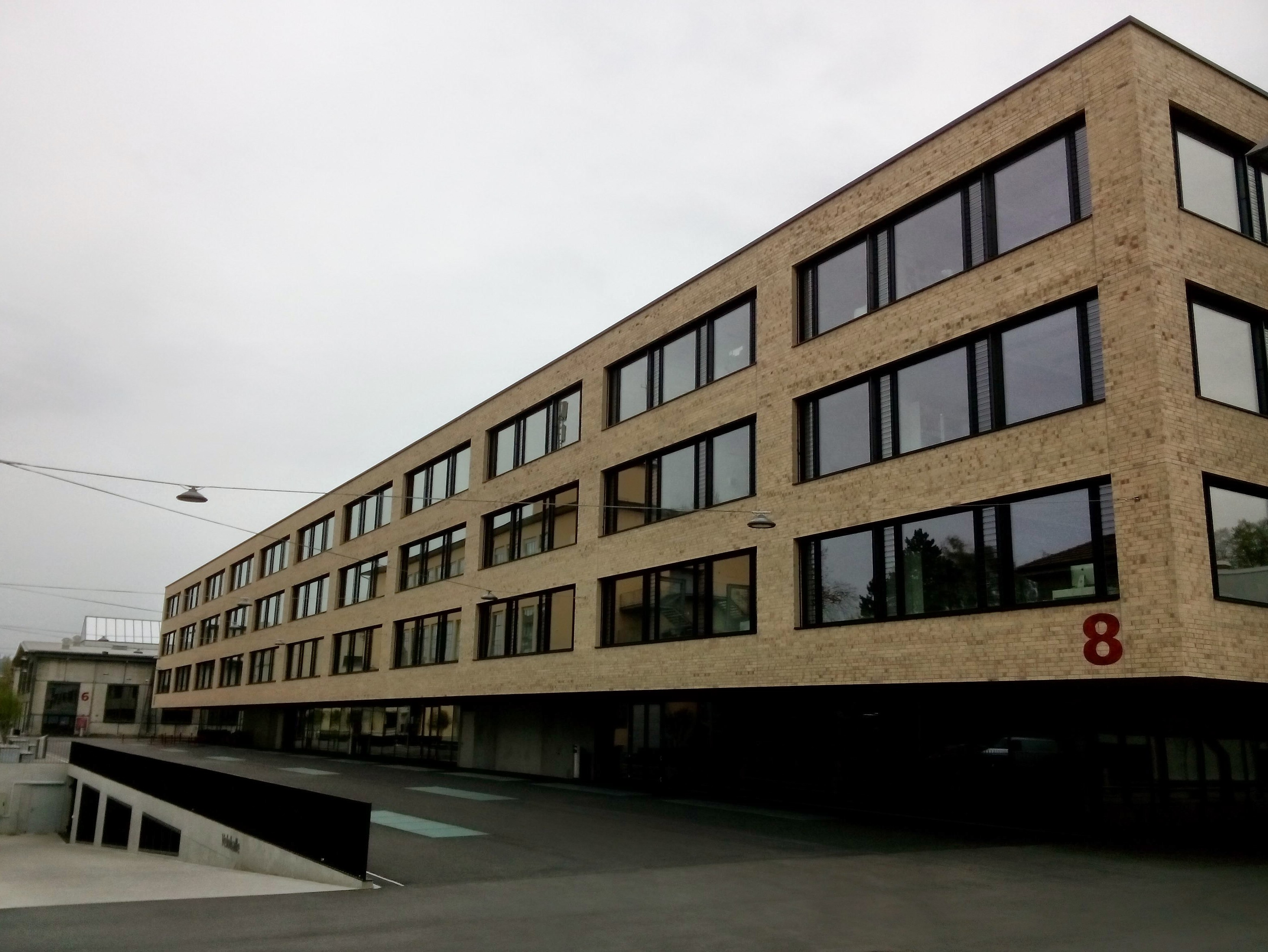
Das neue Institutsgebäude im Hochschulzentrum vonRoll

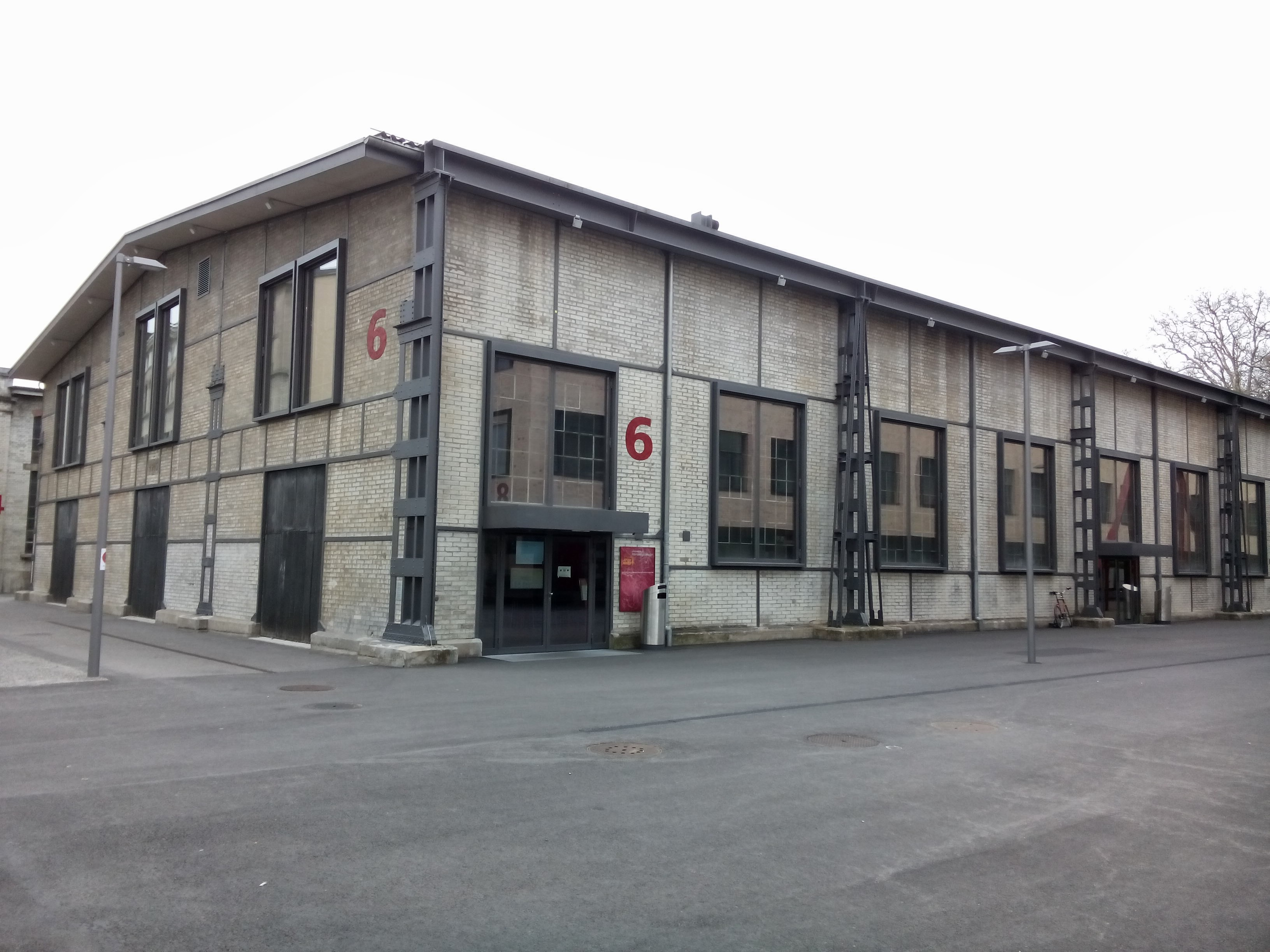
Die alte Weichenbauhalle im Hochschulzentrum vonRoll

Als die Studierendenzahlen in den 1960er-Jahren sprunghaft anstiegen, entstand die Idee eines Universitätscampus auf dem Viererfeld. Aufgrund von finanziellen Engpässen und der bereits sichtbaren Folgen der Zersiedelung der Landschaft wurde aber auf das Projekt verzichtet. Dafür bot sich 1982 mit dem Auszug der Chocolatfabrik Tobler die Chance, eine grosse und zentral gelegene Liegenschaft zu kaufen und für die Bedürfnisse der Universität umzubauen. Im Jahr 1993 wurde die Unitobler eröffnet. Später folgten das alte Frauenspital an der Schanzeneckstrasse (heute UniS), die alte Weichenbauhalle auf dem vonRoll-Areal (heute Hörsaalgebäude) und weitere.
Die Strategie 3012 enthält die langfristigen Entwicklungsziele für die räumliche Unterbringung der Universität Bern und ist seit 2004 im Kantonalen Richtplan festgehalten.
Die Tiermedizinische Fakultät der Universität Bern hat zwischen Länggasse und Bremgartenstrasse ihren Standort. Sie bildet unter dem Namen Vetsuisse eine gemeinsame Fakultät mit der Universität Zürich. Die Kleintierklinik, die Nutztierklinik und die Pferdeklinik sowie die Schweizerische Tollwutzentrale werden von ihr dort unterhalten.

#### Wohnquartier
Zu früheren Zeiten war die hintere Länggasse von Industriebauten (Chocolat Tobler und Maschinenfabrik Von Roll) und den dazugehörenden Arbeitersiedlungen geprägt, aber heute ist das ganze Quartier hauptsächlich ein Wohnquartier. Entlang der Hauptachse Länggassstrasse haben sich viele Restaurants und Geschäfte angesiedelt, wobei die Studierenden oft ein willkommenes Publikum sind. Ähnlich wie in der Lorraine, können auch in der Länggasse Tendenzen zur Gentrifizierung festgestellt werden.

## Industrie und Gewerbe
In der Länggasse hat der Hogrefe Verlag seinen Hauptstandort in der Schweiz, ehemals war dies der Sitz des 1927 gegründeten Verlages Hans Huber. Die Länggass Druck AG Bern, weitere Kleindruckereien und Copyshops (Aufträge durch die Universitätsnähe) und Softwarefirmen haben ihren Sitz im Quartier. Seit 1972 betreibt die Genossenschaft Migros Aare eine Supermarkt-Filiale und ein Restaurant im Quartier. Das Restaurant der Migros wurde 2024 im Zuge eines Umbaus geschlossen.

## Weitere Einrichtungen
Schulen
- Gymnasium Neufeld
- Schulkreis Länggasse (Grosses Schulhaus, Hochfeldschulhaus 1, Hochfeldschulhaus 2, Muesmattschulhaus und Türmlischulhaus)

Bibliotheken
- Basisbibliothek Unitobler BTO (Theologie und Geisteswissenschaften) der Universität Bern[17]
- Bibliothek vonRoll BvR (Erziehungswissenschaft, Kommunikations- und Medienwissenschaft, Lehrerbildung, Politikwissenschaft, Psychologie, Soziologie) der Universität Bern[18]
- Bibliothek Muesmatt (Biologie, Chemie und Biochemie, Geologie) der Universität Bern[19]
- Bibliothek Mittelstrasse (Archäologie, Geschlechterforschung, Kunstgeschichte, Musikwissenschaft, Nachhaltige Entwicklung, Theaterwissenschaft) der Universität Bern[20]
- Regionalbibliothek Länggasse der Kornhaus-Bibliotheken[21]

Kirchen
- Pauluskirche

Spitäler
- Lindenhofspital

Sportanlagen

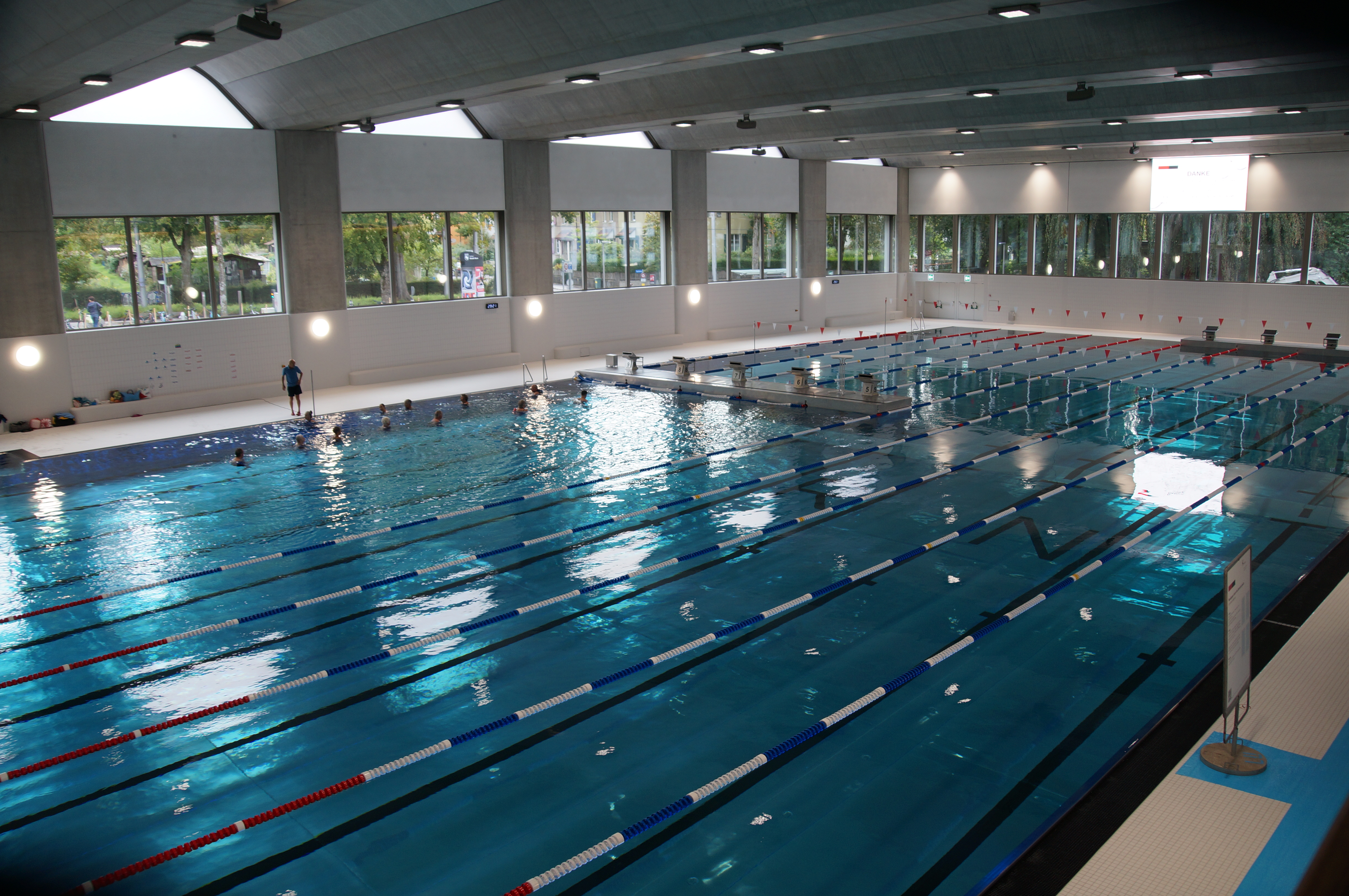
Schwimmhalle Neufeld

- Stadion Neufeld (FC Bern, FC Länggasse, Turnverein Länggasse, Gymnastische Gesellschaft Bern)
- Schwimmhalle Neufeld (eröffnet 2023)